# ای۲ میلک
ای۲ میلک (انگلیسی: a2 Milk) شرکت صنایع غذایی نیوزیلندی است، که در سال ۲۰۰۰ توسط کوران مک‌لاچلان تأسیس شد.